# إيفيكا كالينيتش
إيفيكا كالينيتش (بالكرواتية: Ivica Kalinić)‏ هو لاعب كرة قدم ومدرب كرة قدم كرواتي في مركز الدفاع، ولد في 26 مارس 1956 في سبليت في كرواتيا. لعب مع تيرول إنسبروك وغراتزر أي كاي ونادي أوسييك ونادي ماريبور وهايدوك سبليت.

## وصلات خارجية
- إيفيكا كالينيتش على موقع قاعدة بيانات كرة القدم.إي يو (الإنجليزية)
- إيفيكا كالينيتش على موقع عالم كرة القدم.نت (الإنجليزية)